# 琴季-阿姆湖
琴季-阿姆湖（俄语：Чентий-ам），是俄羅斯的湖泊，位於該國西南部車臣共和國，由伊圖姆卡列區負責管轄，面積0.1平方公里，海拔高度1,000米，平均水深10米，最大水深10米。